# Hemiramphus convexus
Hemiramphus convexus är en fiskart som beskrevs av Weber och De Beaufort 1922. Hemiramphus convexus ingår i släktet Hemiramphus och familjen Hemiramphidae. Inga underarter finns listade i Catalogue of Life.